# MedChemComm
MedChemComm (abrégé en MedChemComm) est une revue scientifique à comité de lecture. Ce mensuel publie des articles de recherches originales sous forme de communications dans le domaine de la chimie médicinale. Il est codétenu par la Royal Society of Chemistry et l'European Federation for Medicinal Chemistry.
Actuellement, les directeurs de publication sont Anthony Wood et Gregory L. Verdine.